# Хвойнов дрозд
Хвойновият дрозд (Turdus pilaris) е птица от семейство Дроздови (Turdidae). Среща се и в България. Той е неголяма прелетна птица, обитаващ Северна и Средна Европа, на изток от река Рейн, а на север от Алпите и Азия до Сибир. В другата половина на ХХ век създава свои колонии и в отделни части на Западна Европа и Британските острови. Зимува в Южна и Западна Европа, в Мала Азия и Индия.

## Физически характеристики
Това е птица с размерите на кос, с малко по дълги крила. Дължината на тялото е около 24–27 cm, а размаха на крилата около 39–43 cm. Има тегло около 80–140 g. Представителите и на двата пола са оцветени по подобен начин, като при мъжките окраската е по интензивна. Характерна за тях е трицветната окраска: сива глава, кафяви гръб и външна страна на крилата и чернокафява опашка. При полет могат да се наблюдават вътрешната окраска на крилата, която е бяла, ярко различаващи се от сивата долна част на тялото и тъмната опашка. Гърдите леко жълтеят, коремчето е бяло. На гърдите и по крилата множество черни ивици, които имат формата на връх на стрела. Човката на мъжкия по време на размножителния период е жълта, след което потъмнява на върха и отгоре, ставайки подобна на човката на самицата и младите птици. Около очите и човката тъмни петна с различна големина и интензивност.